# Seminars in Thrombosis and Hemostasis
Seminars in Thrombosis and Hemostasis, abgekürzt Semin. Throm. Hemost., ist eine wissenschaftliche Fachzeitschrift, die vom Thieme-Verlag veröffentlicht wird. Sie erscheint mit acht Ausgaben im Jahr und veröffentlicht Arbeiten aus dem Bereich der Hämatologie.
Der Impact Factor lag im Jahr 2014 bei 3,876. Nach der Statistik des ISI Web of Knowledge wird das Journal mit diesem Impact Factor in der Kategorie Hämatologie an 16. Stelle von 68 Zeitschriften und in der Kategorie periphere Gefäßerkrankungen an 12. Stelle von 60 Zeitschriften geführt.